# Agathis saxatilis
Agathis saxatilis är en stekelart som beskrevs av Charles Thomas Brues 1910. Agathis saxatilis ingår i släktet Agathis och familjen bracksteklar. Inga underarter finns listade i Catalogue of Life.